# Іменин (Кобринський район)
Іменин (біл. Імянін) — село в Білорусі, у Кобринському районі Берестейської області. Орган місцевого самоврядування — Буховицька сільська рада.

## Історія
У 1926 році мешканці села зверталися до польської влади з проханням відкрити українську школу.

## Населення
За переписом населення Білорусі 2009 року чисельність населення села становило 696 осіб.